# Roscoe Glacier
Roscoe Glacier är en glaciär i Antarktis. Den ligger i Östantarktis. Australien gör anspråk på området. Roscoe Glacier ligger 48 meter över havet.
Terrängen runt Roscoe Glacier är platt. Trakten är obefolkad. Det finns inga samhällen i närheten.